# PGC 10479
LEDA/PGC 10479 (auch NGC 1097A) ist eine Elliptische Galaxie vom Hubble-Typ E4 im Sternbild Fornax am Südsternhimmel. Sie ist schätzungsweise 57 Millionen Lichtjahre von der Milchstraße entfernt und hat einen Durchmesser von etwa 15.000 Lichtjahren. Gemeinsam mit NGC 1097 bildet sie das wechselwirkendes Galaxienpaar Arp 77.
Zusammen mit NGC 1079, NGC 1097, IC 1830 und PGC 10709 bildet sie die NGC 1097-Gruppe. 